# Pseudo-pênis
Um pseudo-pénis (português europeu) ou pseudo-pênis (português brasileiro) é qualquer estrutura encontrada em um animal que, embora superficialmente pareça ser um pênis, é derivada de um caminho de desenvolvimento diferente.

## Mamíferos

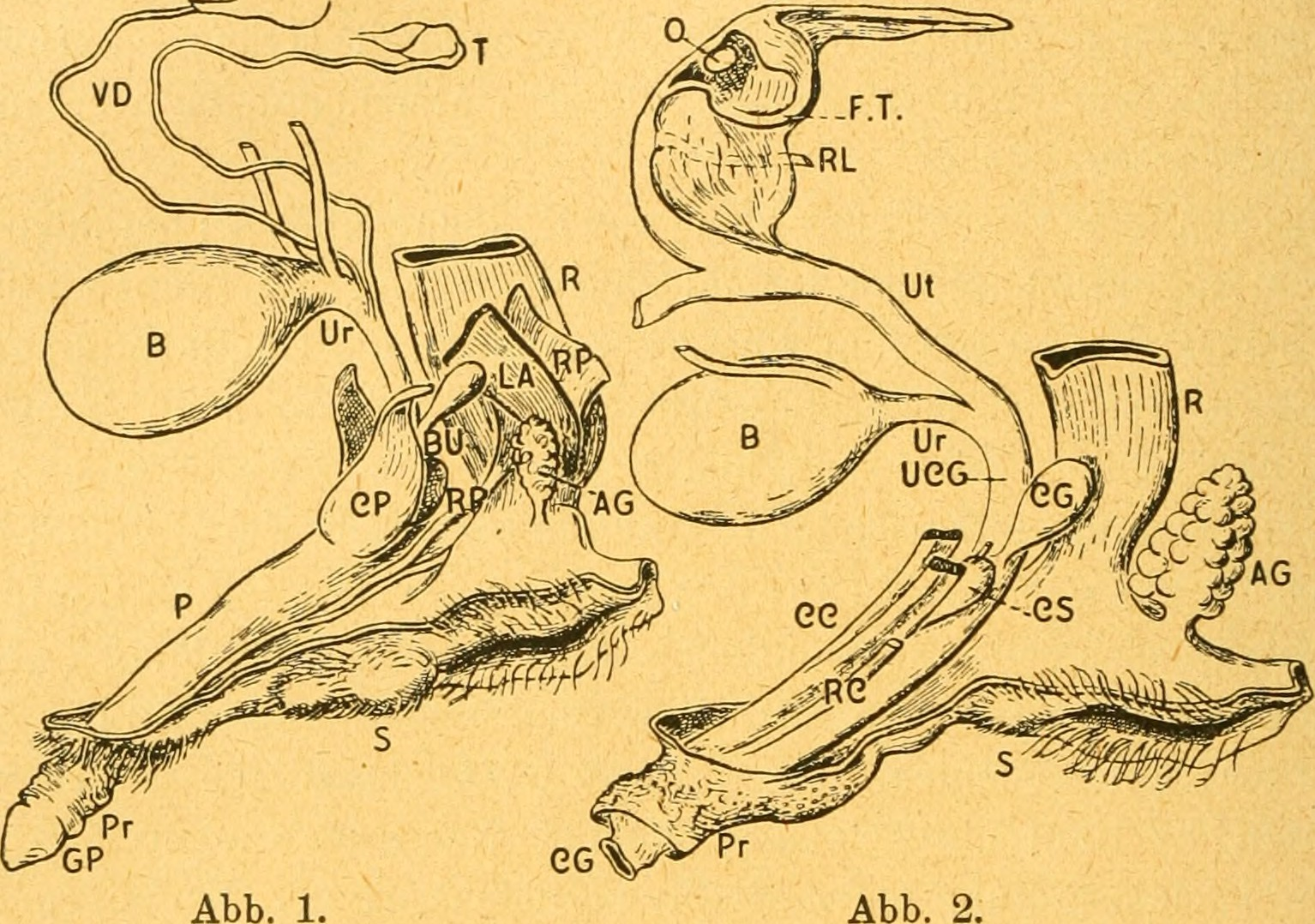
Sistemas reprodutivos masculinos e femininos da hiena manchada

Nos mamíferos, todos os machos típicos de desenvolvimento intactos têm um pênis, mas o clitóris nas fêmeas das seguintes espécies é suficientemente alargado que é geralmente chamado de pseudo-pênis: hiena-malhada, fossa juvenil, urso-gato-asiático, lêmure e macaco-aranha. O clitóris aumentado na fossa é sustentado por um os clitoridis, um osso semelhante ao os penis encontrado na maioria dos mamíferos. No entanto, o os clitoridis e o pseudo-pênis da fossa encolhem à medida que a fêmea juvenil cresce, ao contrário de outras espécies de pseudo-pênis.
O pseudo-pênis de mamífero parece ser simplesmente para exibição, embora a hiena-malhada seja uma exceção: a hiena-malhada fêmea também usa seu pseudo-pênis para urinar, relações sexuais e dar à luz. Além disso, isso dificulta o acasalamento dos machos sem a total cooperação das fêmeas, o que significa que as preferências de acasalamento da fêmea são predominantes.
As hienas-malhadas são uma sociedade matriarcal, onde as hienas fêmeas adultas dominam as hienas machos adultas. A hiena-malhada fêmea também é mais agressiva do que a hiena-malhada macho. Quando uma hiena macho deixa seu clã natal, ela se comporta de forma submissa a todas as hienas recém-encontradas; como resultado, quando uma hiena macho se estabelece com um novo clã como macho reprodutor, ela é submissa a todos os membros do clã natal. Como resultado do comportamento submisso nos machos, foi levantada a hipótese de que a hiena macho erigiu seu pênis como uma demonstração de submissão. Durante os cumprimentos, as hienas ficavam paralelas umas às outras e cheiravam ou lambiam o pênis ereto ou a glândula odorífera anal.
Há custos reprodutivos severos como resultado do pseudo-pênis da hiena-malhada fêmea. Quase todos os filhotes primogênitos da hiena-malhada fêmea são natimortos, pois a placenta não é longa o suficiente para o canal de parto peniano estendido. Além disso, o primeiro parto é demorado, pois exige que o meato do pseudo-pênis se rasgue, permitindo a passagem do feto; como resultado, os primogênitos muitas vezes morrem de hipóxia.
Macacos-aranha fêmeas têm um clitóris que é chamado de pseudo-pênis porque é especialmente desenvolvido e tem um sulco perineal raso que retém e distribui gotículas de urina à medida que a fêmea se move. O clitóris das fêmeas de macacos-aranha-de-Geoffroy é grande e saliente, parecendo um pênis. Este órgão, chamado de clitóris pendular devido à forma como oscila externamente, é na verdade maior do que o pênis flácido masculino. Como resultado, as fêmeas às vezes são confundidas com os machos por observadores humanos. Acredita-se que o clitóris aumentado ajude os machos a determinar a receptividade sexual, permitindo que toquem o clitóris e cheirem os dedos para captar sinais químicos ou olfativos do estado reprodutivo da fêmea.

## Possível papel da androstenediona
Androstenediona é um hormônio que é convertido em testosterona por atividade enzimática. É teorizado que a dominância e fenótipo morfológico de um pseudo-pênis observado em hienas fêmeas é devido à presença de níveis de androstenediona pré e pós-natal. Os níveis de andrógenos pré-natais ditam as diferenças de genitália entre homens e mulheres. Níveis mais elevados de andrógenos são observados na segunda metade da gestação, que é teorizado para causar masculinização em termos de dominância e agressão em hienas. Grandes quantidades de androstenediona são produzidas em tecidos ovarianos de hiena com pouca atividade de aromatase, permitindo que a placenta converta androstenediona em testosterona. Altas concentrações de andrógenos são teorizadas para virilizar a genitália da hiena fêmea e matar os folículos ovarianos. Os níveis de andrógenos pós-natais ditam o crescimento da genitália durante a puberdade. Os níveis de andrógenos pós-natais são mais altos nas mulheres do que nos homens quando são mais jovens; especialmente na infância. Esses altos níveis de androstenediona contribuem para a agressão e dominância e a masculinização da genitália durante a puberdade.